# Виталина (Швенчёнский район)
Виталина (лит. Vitalina) — село в восточной части Литвы. Входит в состав Швенченеляйского староства Швянчёнского района. По данным переписи Литвы 2011 года, население села составлял 1 человек.

## География
Село находится в северной части района. Расположено у железной дороги Игналина — Швенчёнеляй в 19 километрах к северо-западу от районного центра, города Швянчёнис.

## Население
| 1931                           | 1959 | 1970 | 1979 | 1989 | 2001 | 2011 |
| ------------------------------ | ---- | ---- | ---- | ---- | ---- | ---- |
| 73                             | 11   | 11   | 7    | 9    | 1    | 1    |
| Гистограмма динамики населения |      |      |      |      |      |      |